# Almada, Cova da Piedade, Pragal e Cacilhas
Almada, Cova da Piedade, Pragal e Cacilhas (oficial: União das Freguesias de Almada, Cova da Piedade, Pragal e Cacilhas) este o freguesia portugheză din municipiul Almada. Freguesia are o suprafață de 6,15 km2 și avea o populație de 49.661 locuitori în anul 2011, cu o densitate de 8.075 locuitori / km².

## Istoric
Freguesia a fost creată în 2013, odată cu reorganizarea administrativă națională a Portugaliei, fiind rezultatul unirii fostelor freguesias Almada, Cova da Piedade, Pragal și Cacilhas cu sediul în Almada.

## Demografie
| Freguesia actuală | Freguesia actuală                          | Freguesia actuală | Freguesia actuală | Freguesias anterioare | Freguesias anterioare | Freguesias anterioare | Freguesias anterioare |
| Stemă             | Freguesia                                  | Populație(2011)   | Suprafață(km²)    | Stemă                 | Freguesia             | Populație             | Suprafață(km²)        |
| ----------------- | ------------------------------------------ | ----------------- | ----------------- | --------------------- | --------------------- | --------------------- | --------------------- |
|                   | Almada, Cova da Piedade, Pragal e Cacilhas | 49 661            | 6,15              |                       | Almada                | 16 584                | 1,37                  |
|                   | Almada, Cova da Piedade, Pragal e Cacilhas | 49 661            | 6,15              | Cova da Piedade       | 19 904                | 1,42                  |                       |
|                   | Almada, Cova da Piedade, Pragal e Cacilhas | 49 661            | 6,15              | Pragal                | 7 156                 | 2,27                  |                       |
|                   | Almada, Cova da Piedade, Pragal e Cacilhas | 49 661            | 6,15              | Cacilhas              | 6 017                 | 1,09                  |                       |